# Fjodor Wassiljewitsch Schutkow
Fjodor Wassiljewitsch Schutkow (russisch Фёдор Васильевич Шутков; * 15. Februar 1924 in Schipilowo, Oblast Moskau; † 17. Februar 2001) war ein sowjetischer Segler.

## Erfolge
Fjodor Schutkow nahm an fünf Olympischen Spielen teil. Bei seinem Olympiadebüt 1952 in Helsinki war er Crewmitglied des sowjetischen Bootes in der 6-m-R-Klasse, das die Regatta auf dem letzten und elften Platz beendete. Ab den Spielen 1956 in Melbourne startete er in der Bootsklasse Star an der Seite von Timir Pinegin und wurde mit diesem in der ersten gemeinsam olympischen Regatta Achter. Vier Jahre darauf wurden sie in Rom in ihrem Boot Tornado Olympiasieger, als sie nach drei gewonnenen Wettfahrten von insgesamt sieben auf 7619 Gesamtpunkte kamen. Sie gewannen vor dem portugiesischen und dem US-amerikanischen Boot die Goldmedaille. Bei den Olympischen Spielen 1964 in Tokio belegten sie den fünften Platz, 1968 in Mexiko-Stadt kamen sie nicht über den 16. Platz hinaus. Im Jahr 1964 wurden Schutkow und Pinegin gemeinsam Europameister. Neben zwei Bronzemedaillen bei Europameisterschaften sicherten sie sich zusammen zwischen 1953 und 1969 13 sowjetische Meisterschaften und gewannen zwischen 1958 und 1967 achtmal die Baltic Regatta. 1969 beendete er seine aktive Segelsportkarriere und betätigte sich anschließend als Segeltrainer in Moskau.